# Footloose (película de 2011)
Footloose es una película de drama romántico y baile estrenada el 14 de octubre de 2011 en Estados Unidos, el 28 de octubre en México y el 4 de noviembre en España. Protagonizada por Kenny Wormald, Julianne Hough, Dennis Quaid y Andie McDowell. Dirigida y escrita por Craig Brewer. Remake de la película estrenada en 1984 protagonizada por Kevin Bacon.

## Argumento
Ren MacCormack es un joven que siempre ha vivido en la ciudad de Boston, pero tras la muerte de su madre se ve obligado a trasladarse a Bomont, un pequeño pueblo del sur de Estados Unidos donde viven sus tíos.
En Bomont, tras la muerte de cinco adolescentes (entre ellos Bobby Moore, el hijo del Reverendo Shaw Moore) después de una noche de fiesta, los concejales y el reverendo del pueblo, Shaw Moore, deciden prohibir la música rock y el baile, con el fin de evitar una tragedia parecida y que el pueblo vuelva a quedar conmocionado.
Al llegar a Bomont, Ren experimenta un gran choque cultural con los demás jóvenes del pueblo, pero poco a poco irá despertando la pasión por la música y el baile a sus compañeros de instituto. Luego, se reúnen en una fiesta con motivo de reivindicar su graduación y la abolición de dichas leyes, pero no les resultará fácil. Ren además se enamora de Ariel, la hermosa y atractiva hija del pastor, algo que no gustará a su padre, pero eso no detendrá a Ren, quien intentará devolver la música y el baile al pueblo.

## Reparto
- Kenny Wormald como Ren McCormack.
- Julianne Hough como Ariel Moore.
- Dennis Quaid como Shaw Moore.
- Andie McDowell como Vi Moore.
- Miles Teller como Willard Hewitt.

## Producción
Se empezó a rodar en septiembre de 2010. Se filmó íntegramente en el estado de Georgia, en poblaciones como Covington, Acworth, Kennesaw, Senoia y Stone Mountain. Zac Efron fue el primer actor vinculado al proyecto, sin embargo declinó su participación en marzo de 2009. Julianne Hough fue elegida para el papel de Ariel, por encima de otros actores como Miley Cyrus, Hayden Panettiere o Amanda Bynes. Chace Crawford fue considerado para el personaje de Ren después de que Efron abandonara el proyecto, pero no fue contratado.
Kenny Ortega fue el primer director elegido, pero dejó el proyecto debido a las limitaciones del presupuesto y alegando diferencias creativas. Antes de que Craig Brewer fuera finalmente el director elegido, éste rechazó la oferta en dos ocasiones. El guion le fue enviado Kevin Bacon, pero éste no encontró ningún personaje que quisiera interpretar, por lo que su participación en la película se descartó. La fecha inicialmente prevista por Paramount Pictures para su estreno en cines fue el 1 de abril de 2011, posteriormente se retrasó hasta el 14 de octubre. El primer tráiler y el primer póster fueron lanzados el 21 de junio de 2011.

## Recepción

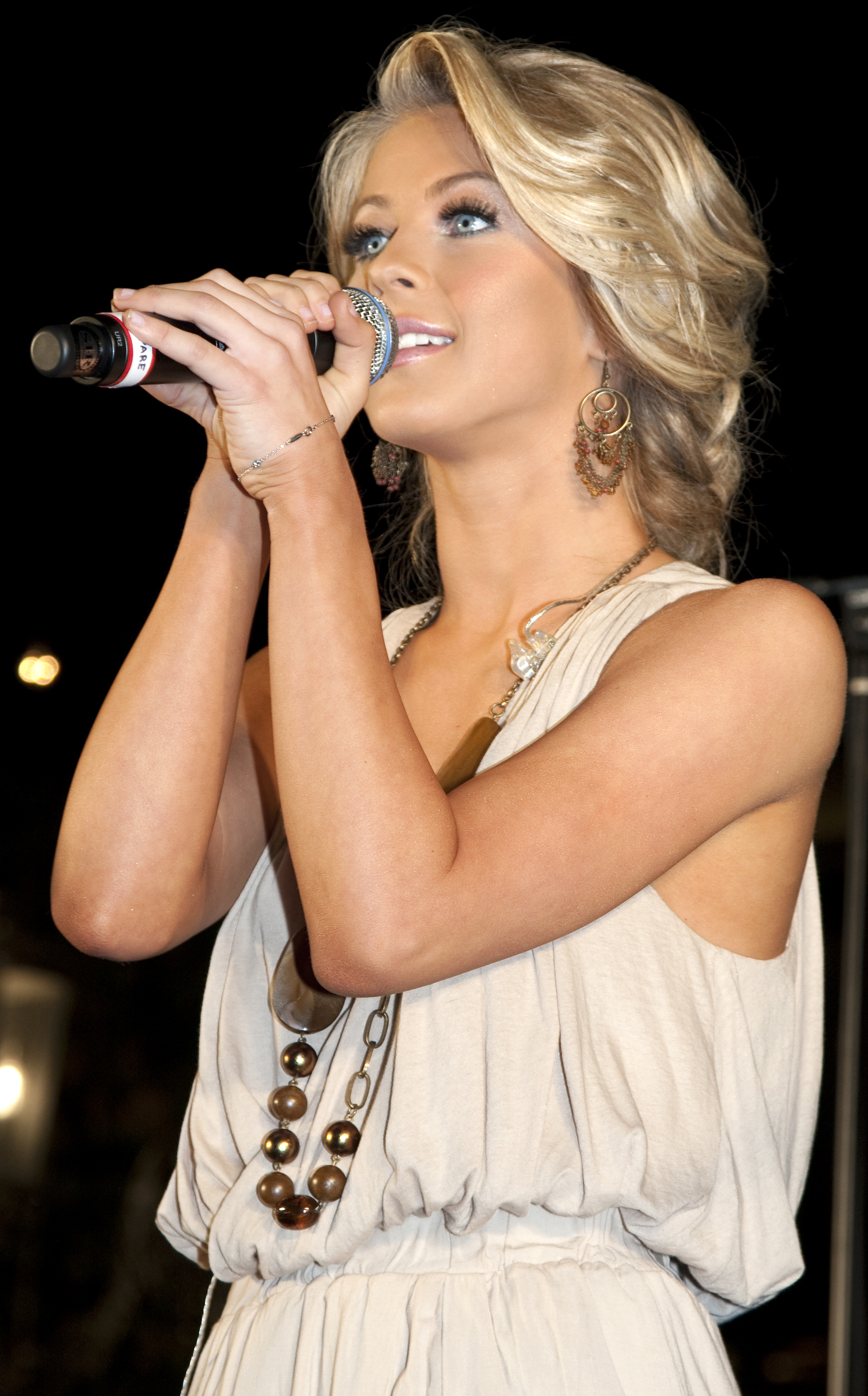
Julianne Hough como Ariel Moore.

### Respuesta crítica
Según la página de Internet Rotten Tomatoes obtuvo un 71% de comentarios positivos, llegando a la siguiente conlusión: "a pesar de que se cine al original de 1984, Craig Brewer infunde a su remake la suficiente energía como para mantener fresca la historia para una nueva generación". Claudia Puig escribió que "con todo lo tonta que era, la primera película tenía un espíritu más inocente y alegre que este remake fiel, pero calculador". Jordi Costa señaló que "Brewer no mancilla un clásico, pero recicla memoria pop en aparatoso y redundante fast-food visual". Según la página de Internet Metacritic obtuvo críticas mixtas, con un 58%, basado en 35 comentarios de los cuales 16 son positivos.

### Taquilla
Estrenada en 3.549 cines estadounidenses debutó en segunda posición con 15 millones de dólares, con una media por sala de 4.383 dólares, por delante de The Thing y por detrás de Real Steel. Recaudó en Estados Unidos 51 millones. Sumando las recaudaciones internacionales la cifra asciende a 62 millones. El presupuesto estimado invertido en la producción fue de 24 millones.